# Fichaje de Neymar por el Paris Saint-Germain Football Club

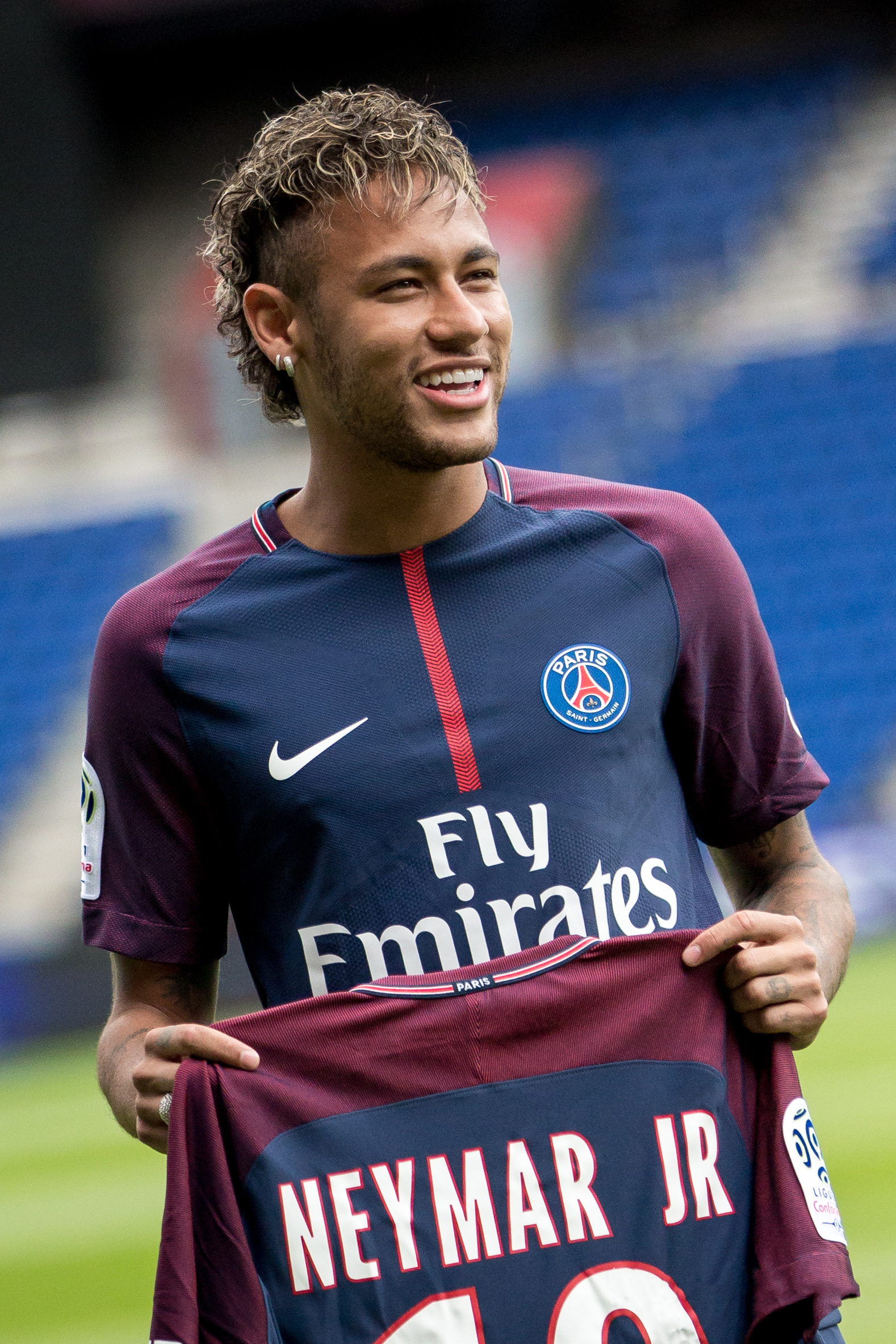
Neymar el día de su presentación en el PSG.

El fichaje de Neymar por el Paris Saint-Germain en 2017, se convirtió en uno de los eventos más importantes de la historia del fútbol moderno. La transferencia rompió el «record» del fichaje más caro de la historia, 222 millones de euros desembolsó el PSG por el futbolista brasileño. A partir del fichaje, el mercado de transferencias cambió radicalmente, sobre todo en el valor de los futbolistas y la inflación del mercado. El fichaje se llevó a cabo por el presidente del club parisino Nasser Al-Khelaïfi, quién comenzó un procedimiento de fichajes para ganar la UEFA Champions League y mantener la dominación del club sobre los campeonatos nacionales. En la misma temporada hizo oficial también los fichajes de Yuri Berchiche, Lassana Diarra y Dani Alves, y también la incorporación de Kylian Mbappé que llegó cedido por un año.

## Antecedentes
Neymar da Silva Santos Júnior se unió al F.C. Barcelona en el verano de 2013, luego de una destacada carrera inicial en el Santos FC de Brasil. Su llegada al club catalán generó una gran expectativa, y no tardó en demostrar su talento. Junto con el argentino Lionel Messi y el uruguayo Luis Suárez, formó el tridente ofensivo conocido como «MSN», que se convirtió en una de las combinaciones más recordadas de la historia del fútbol. A pesar de su éxito en el Barcelona, el deseo de Neymar de convertirse en la figura principal de un equipo europeo comenzó a crecer. En el club español, aunque era una estrella del equipo, tenía conciencia de que estaba bajo la sombra de Messi. Esta puede ser una de las razones por las que Neymar dejó el equipo a mediados de 2017. Durante la temporada 2016-2017, estas inquietudes se hicieron más evidentes y comenzaron los rumores sobre su posible salida.

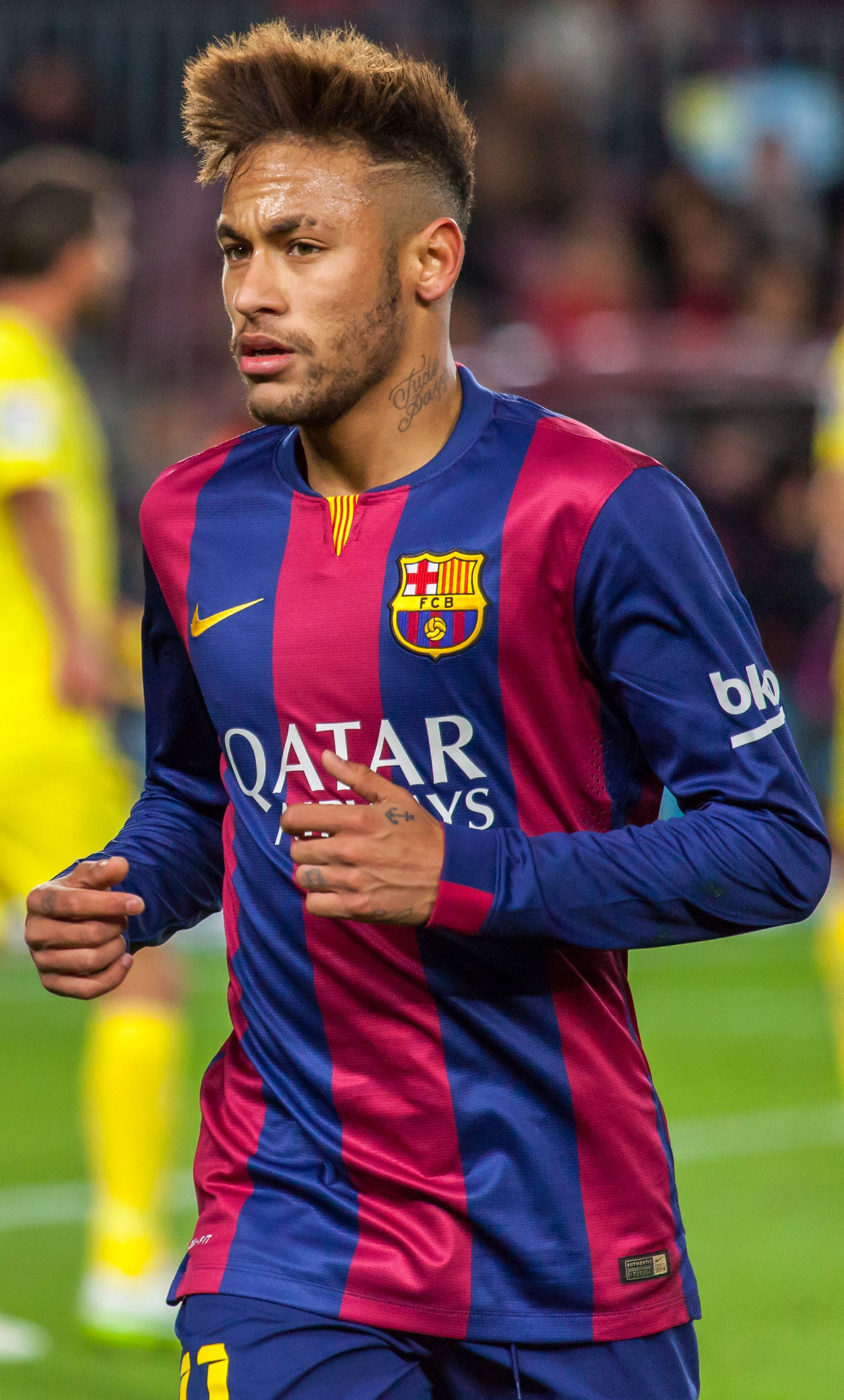
Neymar en el FC Barcelona.

El Paris Saint-Germain, propiedad de Qatar Sports Investments, estaba en una misión para convertirse en potencia dominante en Europa. Desde que Qatar Sports Investments adquirió el club en 2011, el PSG había realizado fichajes importantes como Zlatan Ibrahimović, Thiago Silva y Edinson Cavani, pero el club todavía no había logrado el éxito deseado en la Liga de Campeones de la UEFA, el principal objetivo de sus ambiciones. El contrato de Neymar con el FC Barcelona incluía una cláusula de rescisión de 222 millones de euros, una cifra que en su momento parecía casi imposible de pagar. Sin embargo, el PSG, respaldado por los recursos del Estado de Qatar, pudo pagarlo. Activar la cláusula de rescisión era una opción viable para el PSG, aunque el club también debía tener en cuenta las estrictas reglas del Fair Play Financiero (FFP) de la UEFA. El Fair Play Financiero, implementado por la UEFA, estaba diseñado para evitar que los clubes gastaran más de lo que ganaban, promoviendo la sostenibilidad financiera en el fútbol europeo. Para cumplir con estas regulaciones, el PSG necesitaba asegurarse de que la transferencia de Neymar, combinada con los salarios y otros costos asociados, no resultara en un gran déficit financiero. La llegada del brasileño estaba destinada a lograr un éxito en las ventas de camisetas, atraer patrocinadores internacionales y expandir la base de seguidores del PSG en mercados clave como Asia y América Latina. A medida que avanzaba el verano de 2017, Neymar comenzó a tomar la decisión de dejar el Barcelona. A pesar de los esfuerzos del club y de sus compañeros de equipo para convencerlo de quedarse, incluyendo reuniones personales con Suárez y Messi, Neymar parecía decidido a aceptar el desafío que le ofrecía el PSG.
El 2 de agosto de 2017, Neymar comunicó oficialmente su decisión al F.C. Barcelona y anunció su intención de unirse al PSG.

## El fichaje
El 3 de agosto de 2017, después de que Neymar comunicara oficialmente su decisión de abandonar el Barcelona, el PSG activó la cláusula de rescisión del jugador, fijada en 222 millones de euros. Este pago, realizado en una sola transacción, rompió todos los récords anteriores, convirtiéndolo en el jugador más caro de la historia, superando ampliamente los 105 millones de euros pagados por el Manchester United al Juventus por Paul Pogba en 2016.
El acuerdo estipulaba una duración de cinco años, manteniendo a Neymar en el club parisino hasta 2022, con un salario anual neto estimado en alrededor de 30 millones de euros, sin incluir primas y bonificaciones por rendimiento. Además, el contrato incluía derechos de imagen y una serie de incentivos financieros adicionales que hacían que la remuneración total de Neymar pudiera superar los 50 millones de euros anuales. El fichaje de Neymar por el PSG no estuvo exento de controversias. La forma en que se estructuró la operación suscitó dudas sobre el cumplimiento del Fair Play Financiero (FFP) de la UEFA. Para evitar violar las regulaciones, el PSG argumentó que la inversión en Neymar se vería compensada por un aumento en los ingresos comerciales, especialmente a través de la venta de camisetas, acuerdos de patrocinio y la expansión de la marca PSG a nivel global. A pesar de las investigaciones y escrutinios por parte de la UEFA, el traspaso del jugador fue aprobado, permitiéndole unirse al club parisino sin sanciones inmediatas.
El 4 de agosto de 2017, apenas un día después de que se completara su fichaje, Neymar fue presentado oficialmente como jugador del Paris Saint-Germain en una conferencia de prensa multitudinaria en el Parc des Princes, el estadio del club. Apareció ante los medios y los aficionados luciendo la camiseta del PSG con el número 10, expresando su entusiasmo por unirse a su nuevo club, destacando su deseo de asumir un nuevo desafío y su ambición de ayudar al club a ganar su primera Liga de Campeones de la UEFA. También enfatizó que su decisión no estaba motivada por el dinero, sino por la oportunidad de crecer como jugador y ser parte de un proyecto ambicioso. El PSG organizó un evento abierto al público en el Parc des Princes, donde miles de aficionados se reunieron para dar la bienvenida a su nuevo ídolo. Neymar fue recibido con vítores y aplausos mientras caminaba sobre el césped, lanzando balones al público y posando para los fotógrafos.
Tras su presentación, se incorporó rápidamente a los entrenamientos del PSG, bajo la dirección del entrenador Unai Emery. El club estaba en plena pretemporada, preparándose para el inicio de la Ligue 1 y para su campaña en la Liga de Campeones de UEFA. El debut oficial de Neymar con el PSG se produjo el 13 de agosto de 2017, en un partido de la Ligue 1 contra el Guingamp. Aunque no pudo jugar en la primera jornada debido a retrasos administrativos relacionados con su transferencia, fue titular en su primer partido y tuvo un impacto inmediato. Marcó un gol y asistió en otro, contribuyendo a la victoria del PSG por 3-0.